# Sankt Wolfgang
Sankt Wolfgang est une commune de Bavière (Allemagne), située dans l'arrondissement d'Erding, dans le district de Haute-Bavière.